# Allison Robertson
Allison Rae Robertson (North Hollywood, 26 de Agosto de 1979), é uma guitarrista estadunidense da banda de rock, The Donnas.

## Vida
Allison veio de uma família com raízes musicais fortes. Seu pai é o músico Baxter Robertson que escreveu a faixa "Feel The Night" da trilha sonora do filme 'Karate Kid'. Sua mãe, Lisa Jimenez, trabalhou na A&M Records.

## Música
Apesar de ter nascido em North Hollywood, logo ela se mudou para Palo Alto, Califórnia, ainda criança. Lá conheceu Torry Castellano na 4ª série, Maya Ford na 5ª série, e Brett Anderson na 7ª série na escola. Ela começou a tocar guitarra aos 12 anos. Sua primeira guitarra foi uma Mexican-made Fender Telecaster que mais tarde vendeu para comprar sua primeira Gibson. Ela começou a excursionar com a banda no colegial e não parou mais até hoje.
Ela é conhecida por tocar guitarras Gibson e amplificadores Marshall, sua guitarra é uma Gibson Explorer Pro. Ela preferia não usar pedais de efeitos, usava somente o amplificador Marshall que lhe dava seu som preferido. Ela é conhecida pela sua presença de palco empolgante e sua dancinha nomeada de "the kick."
Allison é a Donna mais ligada em internet, trabalha em um programa de rádio na Women Rock Radio, que vai ao ar toda quarta-feira às 22 horas, e ainda escreve a coluna "Counting Down With Allison Robertson" para a revista Trigger Happy. Além do The Donnas, Allison já trabalhou em três projetos paralelos: na banda Elle Rae (com sua irmã Emily Robertson, que divide um apartamento com a baixista Maya Ford, além de tocar com ela no grupo Robertson-Ford), na banda LoudLion (banda tributo ao Def Leppard), e recentemente saiu do projeto paralelo chamado Chelsea Girls em que tocava ao lado de Penelope Tuesdae, Samantha Maloney e Corey Parks.